# Svitávka (okres Blansko)
Svitávka (Duits: Zwittawka) is een Moravische vlek (městys) in de Tsjechische regio Zuid-Moravië, en maakt deel uit van het district Blansko. Svitávka telt 1863 inwoners (2023).

## Geschiedenis
- 1284 – De eerste schriftelijke vermelding van Svitávka.
- 2006 – De gemeente Svitávka krijgt (opnieuw) de status vlek.[1]